# 金裕谦街
金裕谦街（音译），是哈巴罗夫斯克的一条街道，从舍罗诺夫街到列宁格勒街，穿过哈巴罗夫斯克历史中心，横跨阿穆尔河河道。该街道为哈巴罗夫斯克最古老的街道之一，在城市交通系统中发挥着重要作用。阿尔卡季·盖达尔曾在该街居住过。

## 名称
该街道原名尼科利斯卡娅。1930年为纪念在中东路事件中丧生的苏联士兵金裕谦（朝鲜族，1904年—1929年）而改为现名。关于该名士兵的名字，俄语文献记录为，另有说法其名称本为，虽该士兵据称通晓汉语，但因未发现第一手的韩文或中文记录，故无法断定其名字的真实谚文或汉字写法。

## 图册

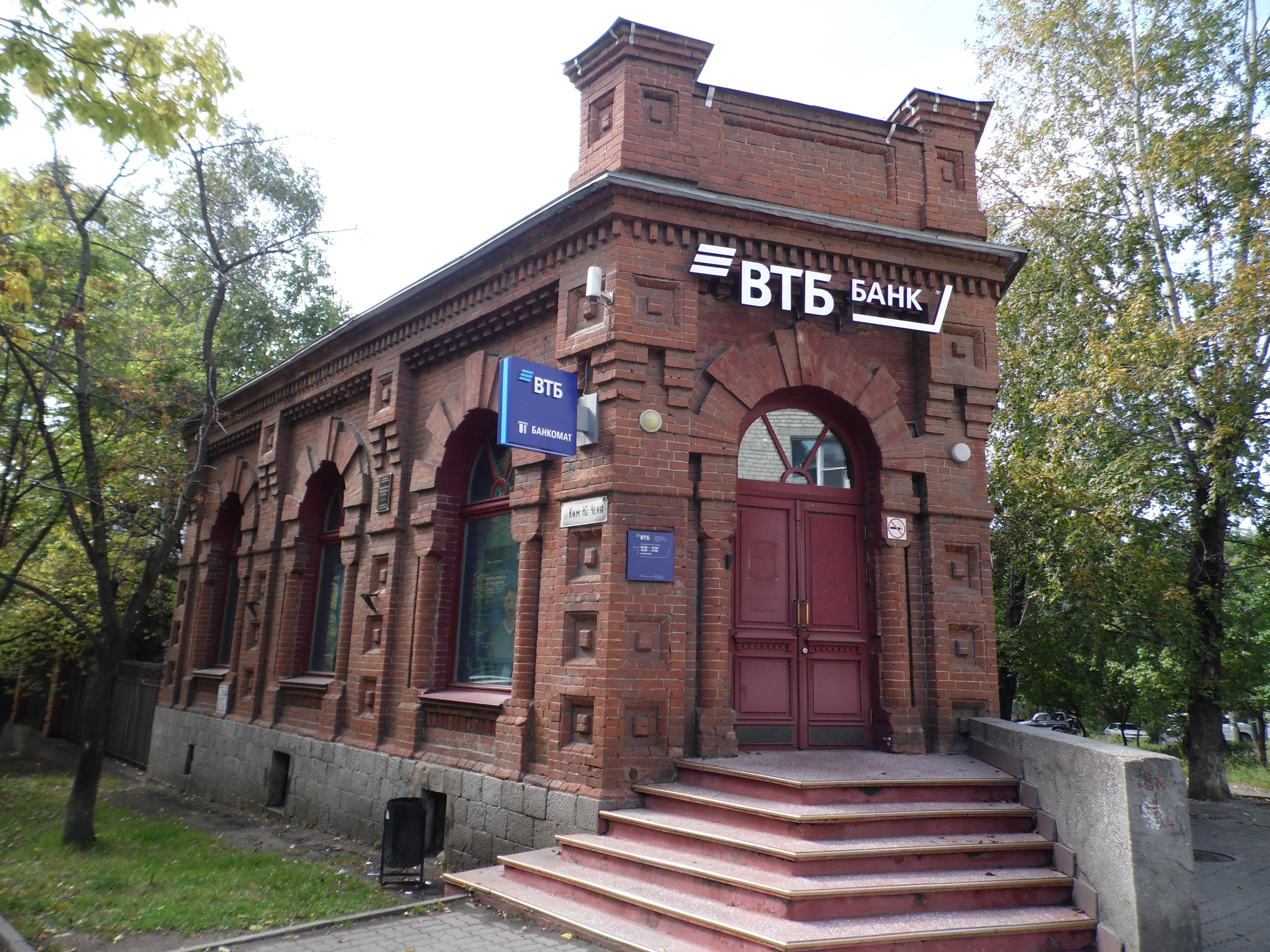
15号
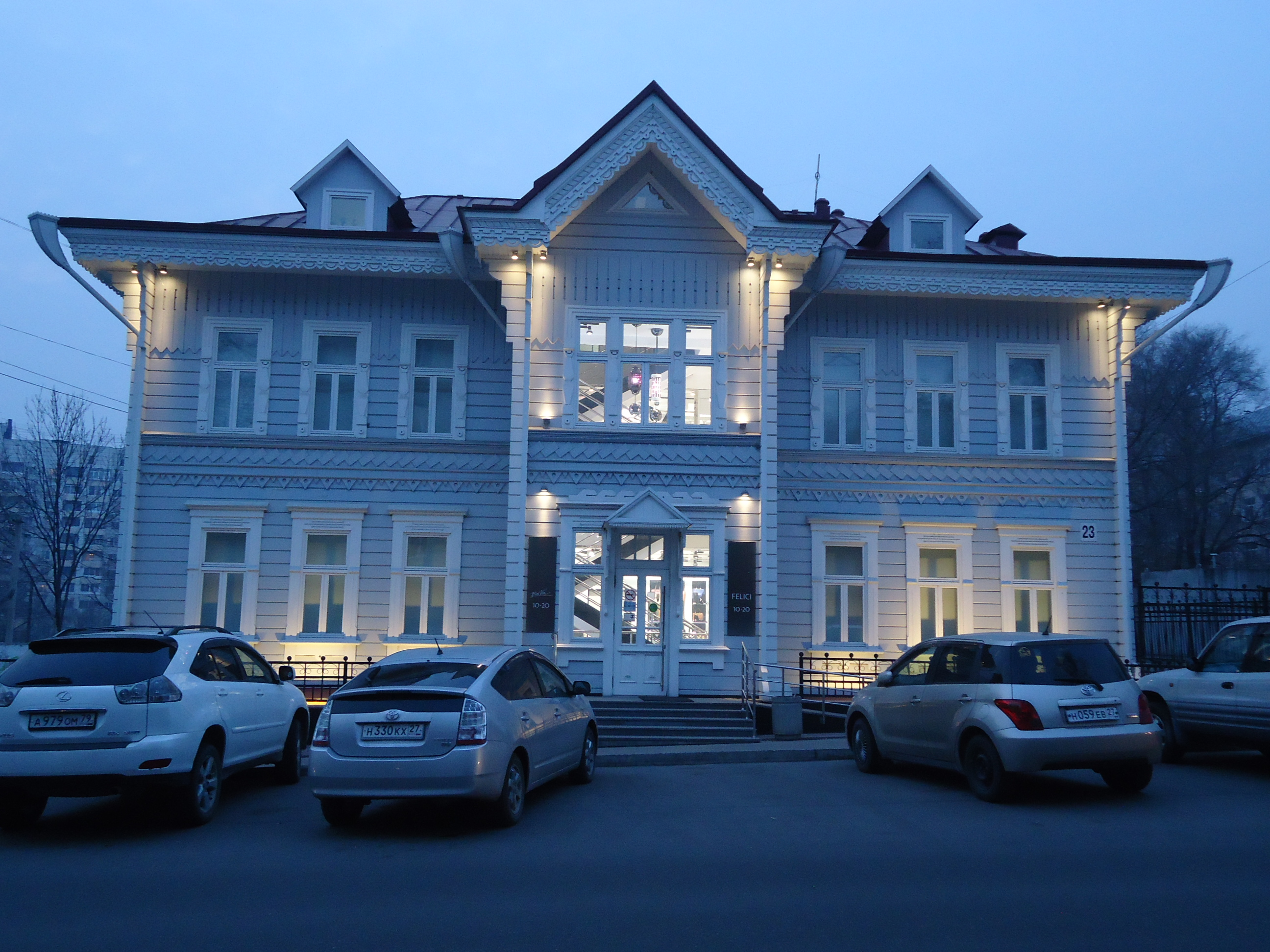
23号
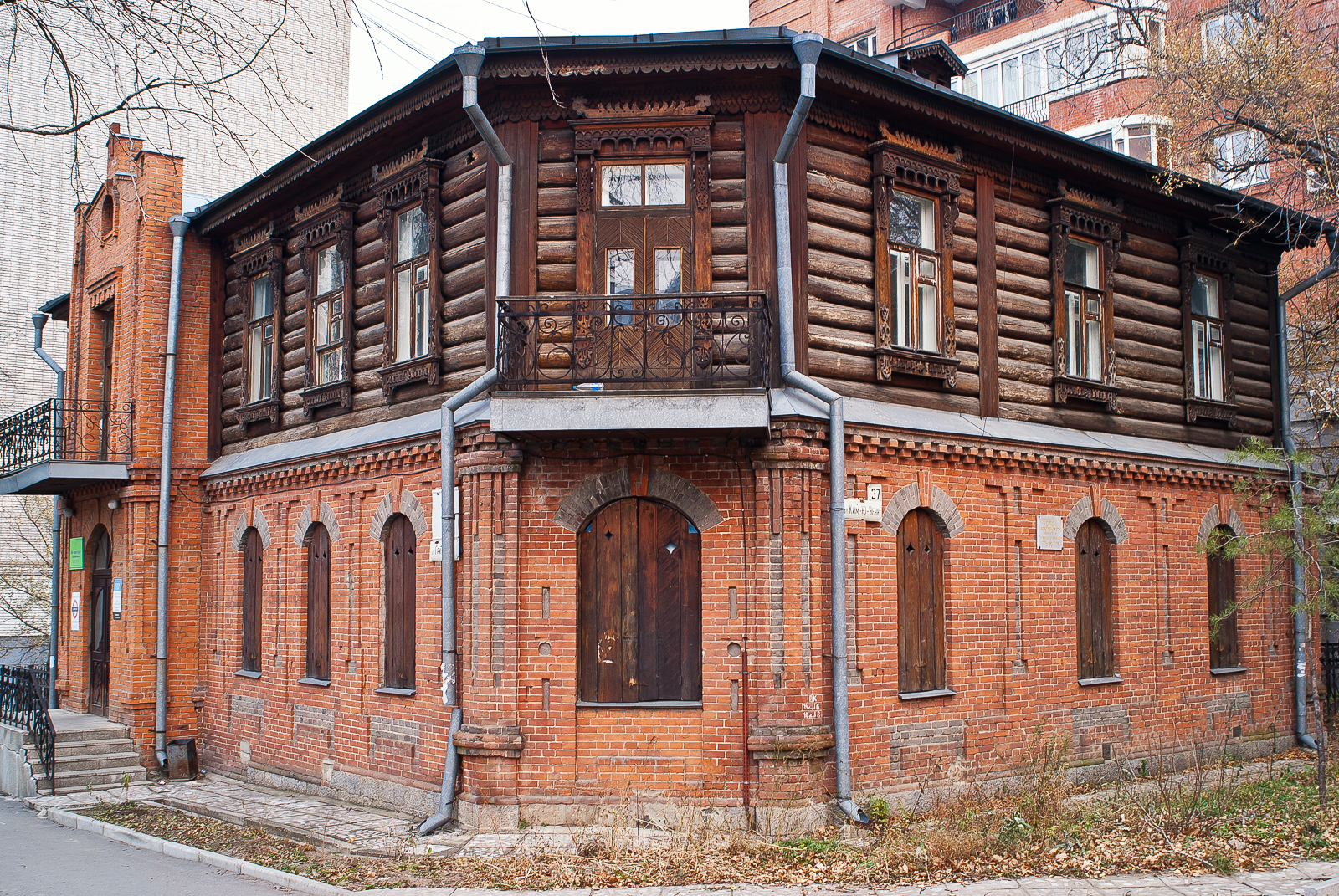
37号
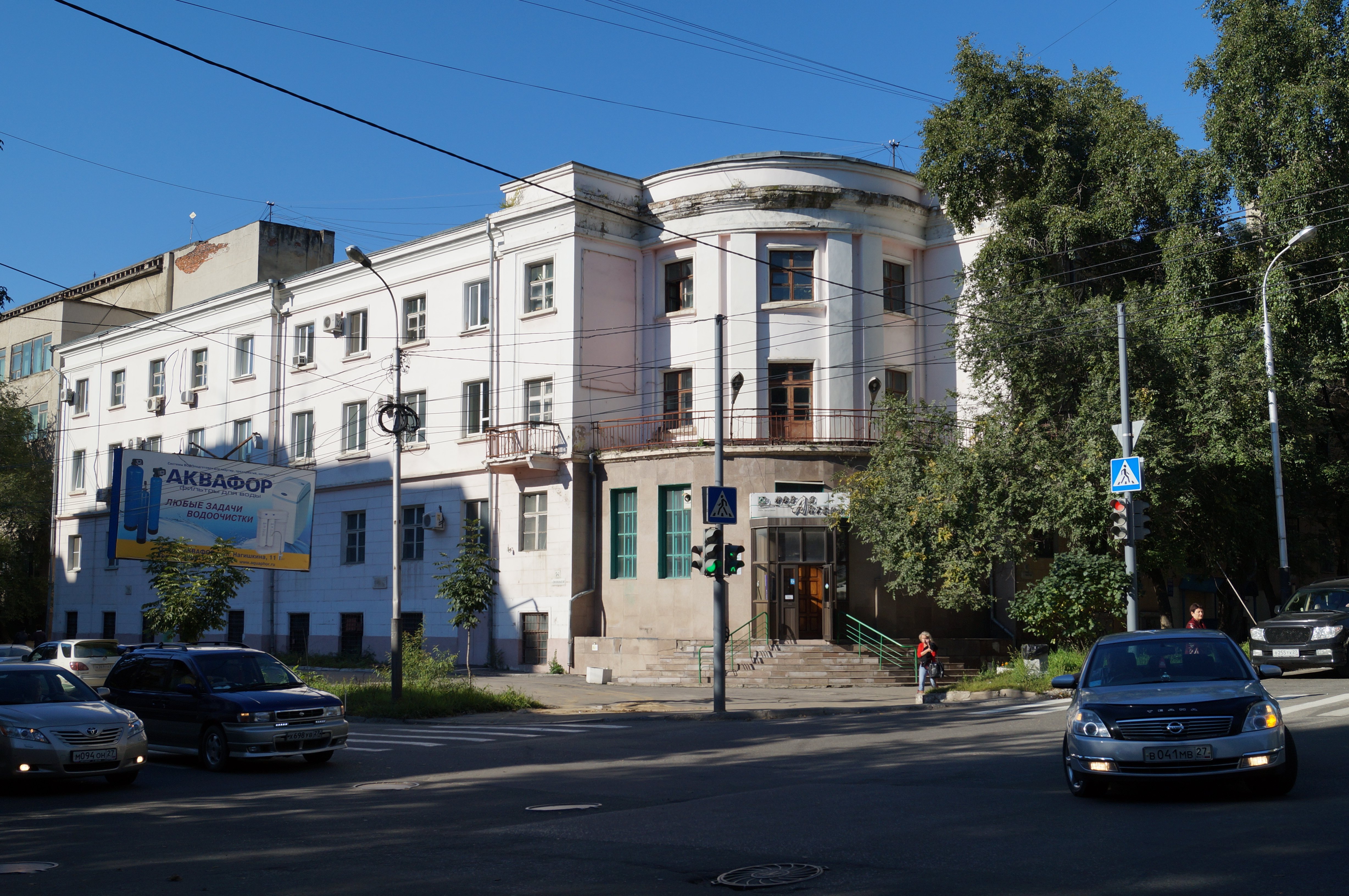
65号